# Chiesa della Santissima Trinità (Catania)
La chiesa della Santissima Trinità è un edificio di culto cattolico di Catania, sito in via Vittorio Emanuele II nel quartiere Santissima Trinità. Dal 2002 è riconosciuto, all'interno del sito seriale Città tardo barocche del Val di Noto del sud-est della Sicilia, Patrimonio dell'umanità da parte dell'UNESCO.

## Descrizione
Le fonti del primitivo aggregato risalgono al 1349.
I lavori per la realizzazione della chiesa della Trinità furono iniziati nel 1746 e conclusi cinque anni dopo. La facciata si attribuisce a Francesco Battaglia, e si presenta tripartita ad ingresso unico, concava nella sua parte centrale. Preceduto da una scalinata in pietra lavica, il portone d'ingresso è decorato da due figure che sono rivolte verso l'Occhio di Dio posto al centro. Nel secondo ordine si aprono tre finestroni separati da colonne. Il terzo registro è formato invece da due torrette quadrangolari chiuse a cupoletta. Il portale d'ingresso è stato abbassato in seguito alla livellazione delle strade del 1861 e la sala centrale è stata raccordata all'atrio con una doppia rampa di scale. Anche l'ingresso laterale, sulla via Quartarone, è stato chiuso per la stessa ragione, così se ne ricavò una nicchia per un altare dedicato al Crocifisso, decorato da notevoli statue in ceramica di fine Settecento. All'interno, sopra l'ingresso, fu ricavata una elegante cantoria dorata e finemente decorata. La pianta ellissoidale riprende il tema borrominiano del San Carlo alle Quattro Fontane, lezione acquisita nella "rinascita catanese". Sul fondo il presbiterio è a pianta rettangolare e la sua presenza crea nell'ambiente un effetto di fusione spaziale tra elementi curvi ed elementi lineari.

### Opere
Le opere pittoriche ivi custodite sono di notevole pregio artistico. Sugli altari di destra si possono vedere tele del Sozzi (il Battesimo di Gesù, primo altare) e di Sebastiano Conca (la Madonna che appare a san Giovanni Evangelista nell'isola di Patmos, datata 1756 e collocata sopra il secondo altare). A sinistra ancora una Crocefissione e La Trinità appare a san Benedetto (datata al 1756) del Sozzi.

## Monastero
Monastero femminile dell'Ordine benedettino sotto il titolo della «Santissima Trinità».